# Hypocoela angularis
Hypocoela angularis är en fjärilsart som beskrevs av Claude Herbulot 1956. Hypocoela angularis ingår i släktet Hypocoela och familjen mätare. Inga underarter finns listade i Catalogue of Life.